# Peckia keyensis
Peckia keyensis är en tvåvingeart som beskrevs av Carroll William Dodge 1965. Peckia keyensis ingår i släktet Peckia och familjen köttflugor.
Artens utbredningsområde är Florida. Inga underarter finns listade i Catalogue of Life.